# Adolfo Perez Esquivel : les fleuves d'espoir
Pour plus de détails, voir Fiche technique et Distribution.
Adolfo Perez Esquivel: les fleuves d'espoir est un film documentaire américain de 2015 produit par la PeaceJam Foundation sur la vie du lauréat du prix Nobel de la paix Adolfo Perez Esquivel,,. Ce film couvre l'analyse historique d'une période troublée de 80 ans en Argentine, allant de la naissance d'Esquivel (1931) à 2014 ,.

## Contenu

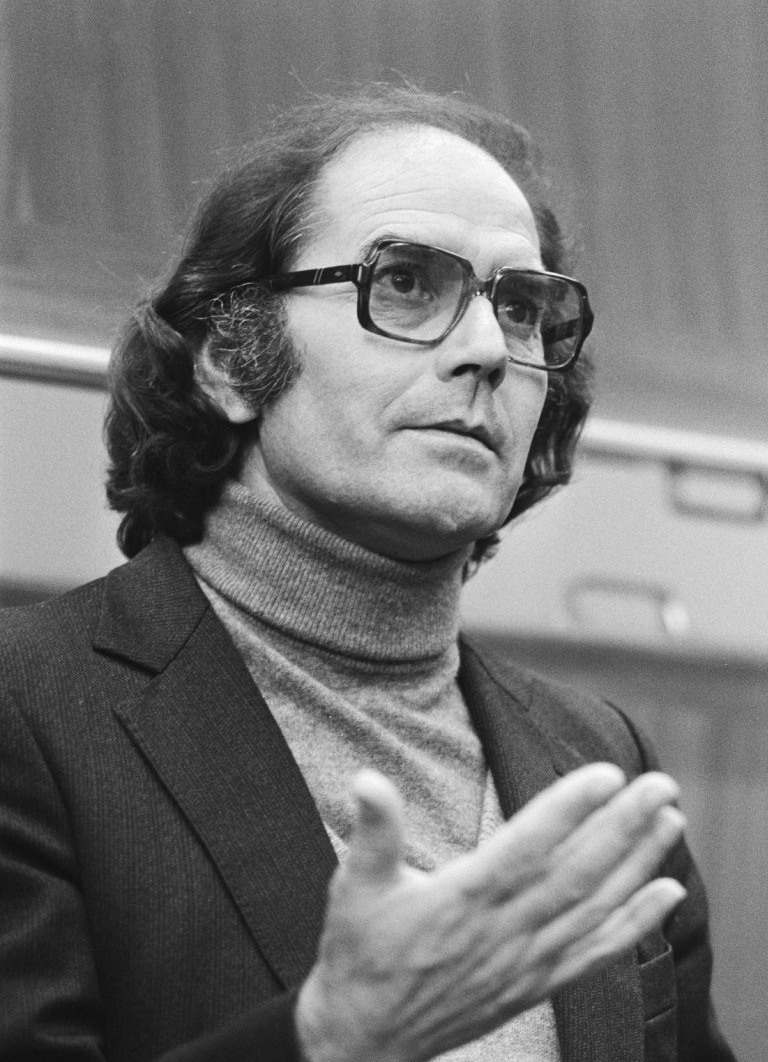
Le prix Nobel de la paix Adolfo Perez Esquivel, sujet du film.

Le prix Nobel de la paix Adolfo Perez Esquivel a grandi pendant l’une des périodes les plus instables de l’histoire argentine. Il a vécu une jeunesse d’artiste et d'activiste. En 1974, il consacre son temps à la promotion du changement  non violent en Amérique latine et fonde une organisation pacifiste de gauche. La même année, il est nommé secrétaire général du tout nouveau Servicio Paz y Justicia (Service Paix et Justice ou SERPAJ), un groupe qui coordonne les mouvements non-violents dans la région. Esquivel voyage régulièrement à travers le monde, tant pour son art que pour son action en faveur de la paix.
En 1977, alors qu'il renouvèle son passeport, Esquivel est arrêté et détenu sans procès pendant 14 mois, pendant la guerre sale argentine. Ce terme est utilisé par le gouvernement militaire argentin pour désigner une période de terrorisme d'état qui s'est déroulée de 1974 à 1983, au cours de laquelle le gouvernement de droite a traqué et tué des dissidents de gauche,. Au cours de cette période, on estime que 30 000 personnes ont disparu.
Tout au long du film, le public découvre des images d'archives et des témoignages de première main d'Esquivel sur les prisons de la guerre sale. Dans une scène, un journaliste interviewe l'une des Mères de la Place de Mai pendant la coupe du monde de Football de 1978 en Argentine. Cette organisation regroupe les mères de disparus qui déambulent dans la capitale argentine, en demandant où sont passés tous leurs fils et filles. Esquivel, comme les autres disparus a été emprisonné sans procès. Il a été  torturé et a craint pour sa vie chaque jour durant sa détention.
En 1978, Esquivel a été élu prisonnier politique de l'année par  Amnesty International. Il s'en est suivi des milliers de lettres de la communauté internationale exigeant sa libération. En raison de ce tollé mondial, le gouvernement argentin l'a libéré en 1978. Après sa libération, il a travaillé pour le SERPAJ.

## Distribution
- Adolfo Pérez Esquivel dans son propre rôle
- Beverly Keene (Voix off en Anglais)
- Giacomo Buonafina (Journaliste)
- Gaby Cornejo (Journaliste)
- Andrew Hollingworth (Journaliste)
- Alfredo Rodriguez  (Journaliste)
- Matias Contreras Selman (Journaliste)
- Lucie Verni (Voix off espagnole)

## Récompense
- Festival américain du film de Harlem (en) 2015 : meilleur documentaire[11],[12].